# Luigi Magi
Luigi Magi (Asciano, 1º novembre 1804 – Firenze, 18 dicembre 1871) è stato uno scultore italiano.
Lo scultore Luigi Magi, nel suo tempo, godette di una certa fama ed ebbe come allievo Giovanni Duprè, che incoraggiò nel suo lavoro, come quest'ultimo ricorda nel suo Pensieri sull'arte e ricordi autobiografici, ed. Le Monnier, 1906.

## Biografia

### Formazione
Magi nacque da Piero di Tommaso e da Annunziata Fronzaruoli. Famiglia di umili origini che, come molte altre famiglie nel paese in quegli anni, lavoravano e producevano vasellame e terrecotte, tanto che la via dove la famiglia abitava veniva chiamata "Borgo del Cocciaio". Il padre infatti voleva che diventasse un vasaio.
Il Governatore di Siena Giulio Bianchi passò per Asciano e si fermò nella bottega dei Magi. Accortosi che il giovane poteva avere delle doti artistiche, propose alla famiglia di portarlo a Siena e di farlo studiare nell'Accademia di Belle Arti. Dall'Accademia di Siena passò a quella di Firenze, dove dal 1829 sappiamo infatti che viveva ormai in quella città, grazie alle quote mensili di alcuni nobili senesi. All'Accademia fiorentina fu allievo di Luigi Pampaloni, di Stefano Ricci e, dopo la morte di quest'ultimo nel 1837, di Lorenzo Bartolini.
In quegli anni, Magi aprì una sua bottega in Borgo Pinti.

### Carriera
Lo scultore si fece subito notare per la sua capacità di unire il classicismo dell'epoca con elementi del naturalismo che aveva appreso dall'insegnamento del Bartolini, che va considerato il caposcuola di un nuovo modello di scultura che non attinge più solo ai modelli classici ma soprattutto ai modelli viventi e alla natura dove si guarda più alla spiritualità interiore che l'opera esprime piuttosto che alla bellezza della forma.
Nel 1839 arriva la commessa da parte del Granduca Leopoldo II di Lorena per un gruppo marmoreo nella villa di Poggio Imperiale per la quale Magi realizza il Gruppo della Carità, 1845, che si compone di una ragazza che allatta un bimbo ed un altro ragazzo più grande che la guarda rapito. Si potrebbe ipotizzare un monumento alla maternità.
Ancora dal Granduca arrivò la commessa per la realizzazione di un altro gruppo marmoreo per la piazza del Duomo a Grosseto, quale simbolo della Maremma bonificata. Si tratta del Monumento a Leopoldo II (che i grossetani chiamavano "Canapone" per il colore dei capelli e della barba), dove la figura allegorica comprende il sovrano che solleva una donna (la Maremma) con in braccio un bimbo morente cui fanno da contorno un serpente (la malaria) che il sovrano calpesta, mentre egli con l'altra mano protegge un fanciullo dai pericoli. Il gruppo marmoreo fu inaugurato nel 1846.
Il successo derivato dal monumento grossetano riempì la sua bottega di allievi e di lì a poco arrivò un'altra importante commessa, quella per la Tomba di Virginia Casini nel 1849, situata presso la Chiesa di Santa Maria Maddalena de' Pazzi a Firenze.
Un'opera di particolare rilievo è il Gesù morto deposto sulla nuda terra, un gesso colorato di forte espressività di cui si ignora l'anno della realizzazione ma che fu donata dall'artista all'oratorio della Compagnia di Santa Croce di Asciano nel 1869. Si tratta di una statua a grandezza naturale che la Compagnia ogni Venerdì Santo porta in processione per le vie del paese.
Magi realizzò, nel corso della sua attività, vari busti, monumenti funebri, anche dei propri familiari, e i rilievi decorativi del frontone del Palazzo de Larderel a Livorno.

### Vita privata
Nel 1839 sposò Enrichetta Pozzolini dalla quale non nacquero figli e che morì nel 1857. Successivamente, sposò Paolina Bacci, da cui ebbe tre figli Pietro, Angiolo e Giuseppe e altre due figlie morte in tenera età.